# Juan Francisco Morales Llerena
Juan Francisco Morales Llerena (Guayaquil, 1848 - Quito, 11 de abril de 1901) fue un militar ecuatoriano que llegó a ser Comandante en Jefe del Ejército de las Provincias de Cañar, Azuay, Loja en el año 1900 y ascendió al rango de General de la República.

## Biografía
Su padre, Francisco Morales, llegado a Ecuador en 1845 desde Colombia, compró una propiedad en la zona del cantón Yaguachi y se casó con Francisca Llerena y Aguirre, y de esa unión nacieron dos niños: Jacinta, en 1842 y Juan Francisco en 1848.
El coronel Juan Francisco Morales Llerena fue el principal responsable de las fuerzas liberales que derrotaron a las fuerzas conservadoras en la Guerra civil ecuatoriana de 1895 y debido a que el Partido Liberal ganó la contienda. Ecuador dejó de ser de economía exclusivamente agrícola y se introdujo en la era industrial del siglo XX.
El 28 de octubre de 1895, el coronel Juan Francisco Morales Llerena fue ascendido, después de la Batalla de Gatazo, a general de brigada y, al mismo tiempo, fue nombrado Ministro de Guerra y Marina por el Jefe Supremo del Ecuador, general Eloy Alfaro.

## Carrera militar
Juan Francisco Morales Llerena ingresó en el ejército el 17 de marzo de 1869. Fue promovido en 1883, durante la dictadura al rango de coronel. En 1877, como ayudante del Batallón Yaguachi, asistió a la Batalla de Galte dada por el general José María Urbina y Viteri. El tres de junio de 1895, fue nombrado superintendente de policía de Guayaquil. Después de esto, recibió el puesto de Primer Jefe de Artillería de Sucre y dirigió las acciones bajo el mando del general Alfaro.
Durante el período de la Jefatura Suprema y el período constitucional tuvo las siguientes posiciones militares: Comandante en Jefe del Ejército, Jefe Operacional del Ejército en la Campaña Gatazo en el año de 1895, Comandante en Jefe de las Fuerzas Armadas, Ministro de Guerra y Marina, Administrador de Aduanas de Guayaquil, Superintendente de la Aduana de la República hasta el 31 de diciembre de 1900, cuando se convirtió en Comandante en Jefe del Ejército del Norte. Fue ascendiendo militarmente grado por grado hasta que fue General de Brigada, rango otorgado por el general Alfaro, y que fue aprobado por la Asamblea de 1896. Fue Jefe del 14 de Diciembre y Batallones de la Convención en Quito, y la Artillería Boliviana en Guayaquil.  Comandante de Armas de la Provincia de Veintimilla, hoy Provincia de Carchi; sin embargo, el más alto honor que podía otorgarse al general por todo los servicios prestados al Ecuador fue el rango de General de la República.
Aunque el artículo del 12 de abril de 1901 del periódico El Telégrafo, de Guayaquil, Ecuador, informó sobre el hecho de que el general Juan Francisco Morales Llerena fue honrado por la Asamblea Nacional para ser promovido al rango de General de la Brigada, el historiador ecuatoriano Elías Muñoz Vicuña, en su libro La Guerra Civil Ecuatoriana de 1895 dice, en la página 217 de su libro, lo siguiente:

«En la misma Proclama hace conocer que ha nombrado como Intendente General de Policía a un liberal muy conocido, el Comandante Juan Francisco Morales, pocos días después ascendido a Coronel y General de la República; el mismo que habia su nombramiento era ya, de hecho, el principio de un traspaso de Poder.»

En Quito, el 15 de marzo de 1897, Presidente de la República, General Eloy Alfaro envió un mensaje a la Asamblea Nacional que se tomó del libro Recopilación de mensajes dirigidos por los Presidentes y Vicepresidentes de la República: Jefes Supremos y Gobiernos Provisorios a las Convenciones y Congresos Nacionales desde el año de 1819 hasta nuestros días, volúmenes 4-5 ...

## El Partido Liberal
El 5 de junio de 1895, el Partido Liberal, dirigido por el General Eloy Alfaro, declaró la guerra al Partido Conservador, en Guayaquil. Los liberales estaban respaldados por la clase mercantil de la Costa. Los miembros del partido gobernante, el Partido Conservador, estaban alinea dos con los grandes terratenientes de las tierras altas y la Iglesia Católica, que también tenía propiedades en las tierras altas y representaban el statu quo donde Ecuador casi podía ser comparado con un Estado feudal.

## Batalla de Gatazo
Fue después de leer el informe de Batalla de Gatazo, que se le entregó al general Eloy Alfaro, cuando el coronel Juan Francisco Morales Llerena, comandante de las tropas liberales, fue ascendido a General de Brigada y nombrado Ministro de Guerra y Marina por el mencionado general Alfaro.
Y el historiador Elías Muñoz Vicuña dijo, en su libro La Guerra Civil Ecuatoriana de 1895, página 364, lo siguiente:

Mientras esto sucedía en el ejército conservador, la situación era enteramente distinta en el ejército liberal. A pesar del mucho frío, las tropas se retiraron ordenadamente a Cajabamba, donde estaba la reserva al mando del coronel Juan Francisco Morales, Jefe de Estado Mayor del Ejército Liberal, y ocuparon la segunda plaza, recibieron algún alimento, y pasaron la noche en ella.
Agosto 15
El General en Jefe, Eloy Alfaro, a la salida de la luna, a las tres de la mañana, revista las tropas y da las ordenes convenientes. Entre las ordenes esta la de que ante la evidencia de la escasez de las capulas, tenían que terminar el combate a la bayoneta y a culatazos.
Las tropas liberals, incluyendo la Reserva, pasadas las seis de la mañana, marchan en pos del adversario, bien provistos de cánones y fusiles: la mayor parte por la carretera que pasa por las haciendas Gatazo y San Juan Chico y a Pisug. El resto tomó la vía que atraviesa las haciendas Bella-Vista, Chacahuan-Monjas y Chiquicaz, para llegar a las lomas de Bayubug. El campo estaba desierto.

La Batalla de Gatazo fue la que selló el destino de las fuerzas conservadoras y liberales y fue su última batalla antes de que el general Eloy Alfaro marchara triunfalmente hacia Quito.

## Matrimonio y descendencia
Se casó con Josefina Cornejo Camposano con la que tuvo diez hijos quienes fueron Victoria, Zoila, Agripina, Esther, Héctor, Francisco, María Morales Cornejo de López, Coronel José Eduardo, Eva de Manrique Sabla y Gabriel Morales Cornejo.

## Galería
- General Juan Francisco Morales
- El presidente Eloy Alfaro clasifica a sus principales generales antes de la Asamblea Nacional.[1]

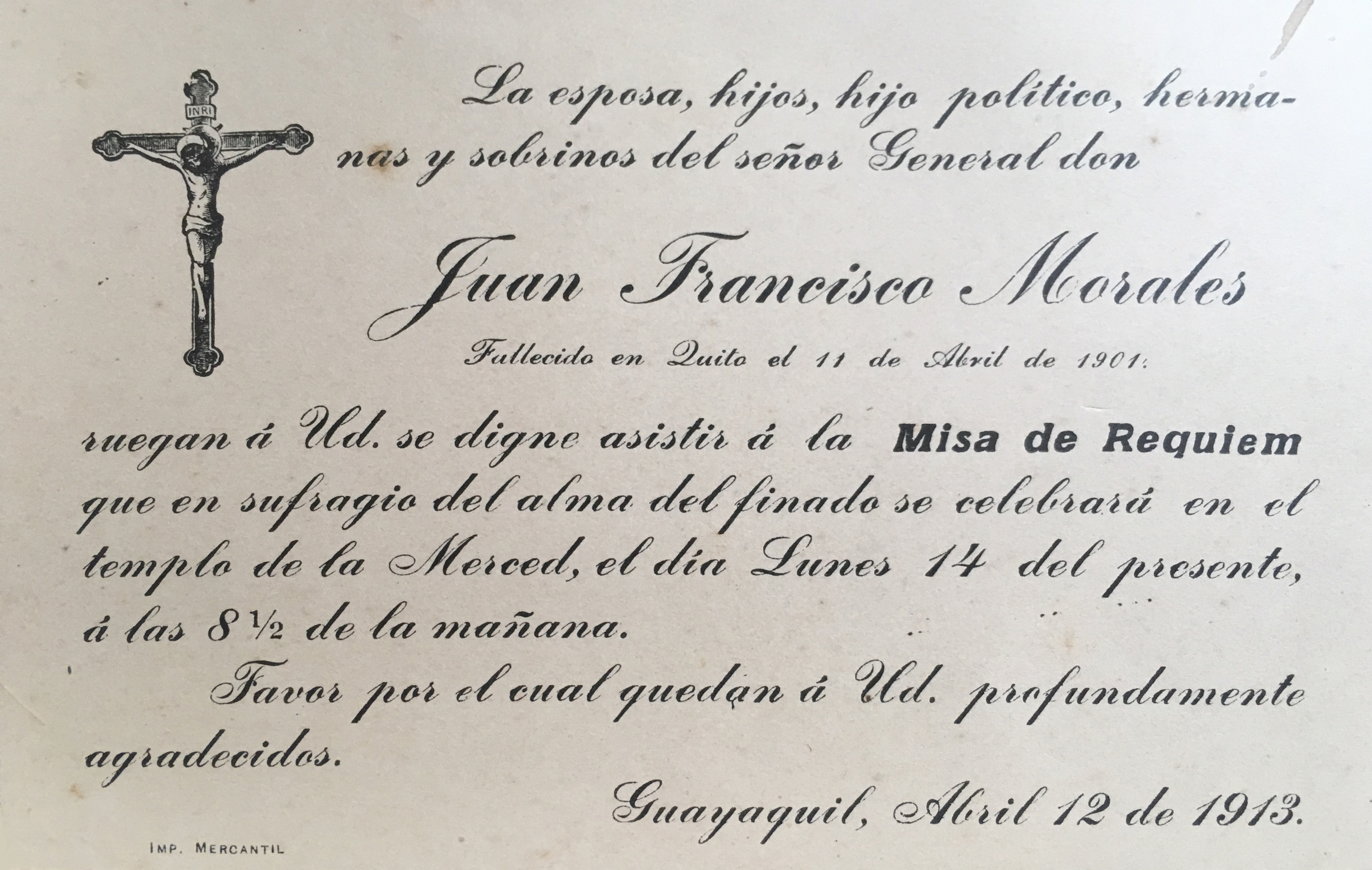
Informe de la Batalla de Gatazo escrito por coronel Morales para el general Eloy Alfaro.
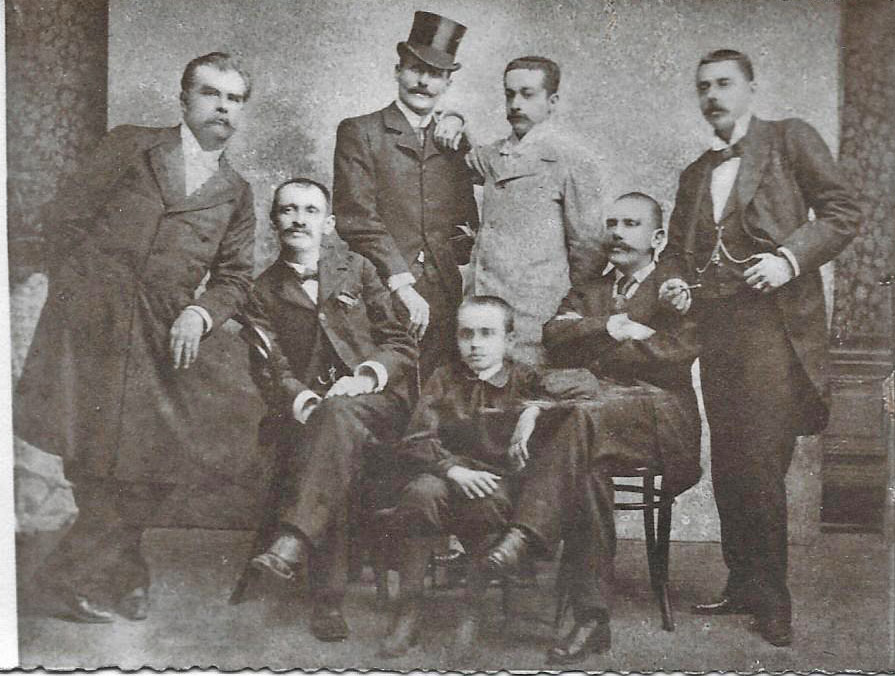
Proclamación del Comandante Juan Francisco Morales del 4 de junio de 1895 a una Junta de Notables en Guayaquil, Ecuador
- Noticias de la muerte del general don Juan Francisco Morales
- Homenaje del autor Alejandro Andrade Coello para el general Juan Francisco Morales Llerena.[11]
- Discurso del coronel Ulpiano Páez en el funeral del general Juan Francisco Morales[12]
- El certificado de la misa de réquiem para el general Morales, con fecha 12 de abril de 1913.[13]
- General Juan Francisco Morales y Familia
- En la página 906 de "Somatén - Artículos escogidos de EL PINCHINCHA" se puede leer que Juan Francisco Morales Llerena fue ascendido a General de la República.
- Carta de General Morales a su hija, Victoria[14]
- Relato de General Juan Francisco Morales Llerena[15]